# Vjalikaja Běrastavica
Vjalikaja Běrastavica (bělorusky Вялікая Бераставіца, rusky Большая Берестовица, polsky Brzostowica Wielka) je městské sídlo v Bělorusku, na řece Běrastavičanka. Je administrativním centrem Běrastavického rajónu v Hrodenské oblasti. Nachází se 63 km od Hrodna a 10 km od vlakového nádraží Běrastavica na lince Masty — Běrastavica, na silniční trase Hrodna – Běrastavica – Vaŭkavysk.

## Populace
- 19. století: 1830 — 394 mužů, z toho 6 šlechticů, 5 duchovních, 357 židovských měšťanů, 26 křesťanských měšťanů a sedláků[6]; 1850 — 1 037 obyv.; 1878 — 1 694 obyv. (791 mužů a 803 žen), z toho 1 127 židů[7]; 1900 — 1 786 obyv.
- 20. století: 1914 — 2 518 obyv.; 1921 — 1 371 obyv., z toho 720 židů, 421 katolíků, 229 pravoslavných, 1 evangelík[8]; 1969 — 2,9 tis. obyv.; 1992 — 7 tis. obyv.[9]
- 21. století: 2006 — 5,9 tis. obyv.; 2009 — 5 720 obyv. (sčítání)[10]; 2016 — 5 545 obyv.; 2018 — 5 667 obyv.